# 輪島分屯基地
座標: 北緯37度23分24.7秒 東経136度54分52.1秒 / 北緯37.390194度 東経136.914472度
輪島分屯基地（わじまぶんとんきち、JASDF Wajima Sub Base）とは、石川県輪島市河井町十部29-7に所在し、中部航空警戒管制団第23警戒隊が配置されている。航空自衛隊入間基地の分屯基地である。
分屯基地司令は、第23警戒隊長が兼務。

## 配置部隊

### 中部航空方面隊隷下
- （中部航空警戒管制団）
  - 第23警戒隊

## 沿革
- 1947年(昭和22年) : 米軍レーダー管制部隊が輪島市袖ヶ浜へ展開
- 1955年(昭和30年) : 米軍レーダーが高洲山へ展開
- 1956年(昭和31年) : 航空自衛隊東部訓練航空警戒隊第2中隊第2小隊(第9072部隊)設立(袖ヶ浦)
- 1957年(昭和32年) : 第4警戒隊第23警戒中隊に改編
- 1959年(昭和34年) : 米軍から航空自衛隊へレーダー移管、AN/FPS-20レーダー改装工事完了
- 1961年(昭和36年) : 部隊移転(袖ヶ浜から青葉ヶ丘(現在)へ)
- 1961年(昭和36年) : 第23警戒群に改編
- 1963年(昭和38年) : AN/FPS-89(AN/FPS-6A)レーダーを運用開始
- 1972年(昭和47年) : レーダー換装に伴いJ/TPS-100レーダー装備の臨時第1移動警戒隊が展開。AN/FPS-20・AN/FPS-89(AN/FPS-6A)レーダーを撤去
- 1974年(昭和49年) : J/FPS-1レーダーを運用開始
- 1992年(平成04年) : 第303基地防空隊新設
- 1996年(平成08年) : J/FPS-3レーダーを運用開始
- 2005年(平成17年) : 第303基地防空隊廃止・現在は第23警戒群のみが所在
- 2009年(平成21年) :  J/FPS-3をJ/FPS-3Aに改修、BMD対処能力付与[1]
- 2021年(令和03年) : 第23警戒群が第23警戒隊に改編[2]。

## 登場作品
ミッドナイトイーグルで、実際に使用されている器材を用いて実任務に影響がないように、撮影が行われた。

## 災害派遣
- ナホトカ号重油流出事故
- 平成19年能登半島地震
- 東日本大震災（東北地方太平洋沖地震）
- 輪島市給水管破裂

### 能登半島地震 (2024年)
2024年（令和6年）1月1日、能登半島地震 (2024年)の発生に伴い住民およそ1000人が本分屯地に避難を開始。同日、自衛隊の災害派遣も決定。また、翌1月2日には、中部方面航空隊のCH-47ヘリコプターが、基地に警察の広域応援部隊約200名の輸送を実施するなど地域の救助活動の足がかりとなった。

## 特記事項
- 2014年7月、群馬県警少年課と安中署に同基地の３等空曹を児童買春・児童ポルノ禁止法違反（公然陳列）容疑などで逮捕された。5月4日、実家のパソコンに保管していた女児の裸体の写真を、ファイル共有ソフトで、不特定多数の人が閲覧できる状態にした疑い。

その後の起訴/不起訴は不明。
- 2018年に同基地の二曹が、40代女性にストーカーをした疑いなどで逮捕された[6]が、その後不起訴となった[7]。